# Live! (The-Police-Album)

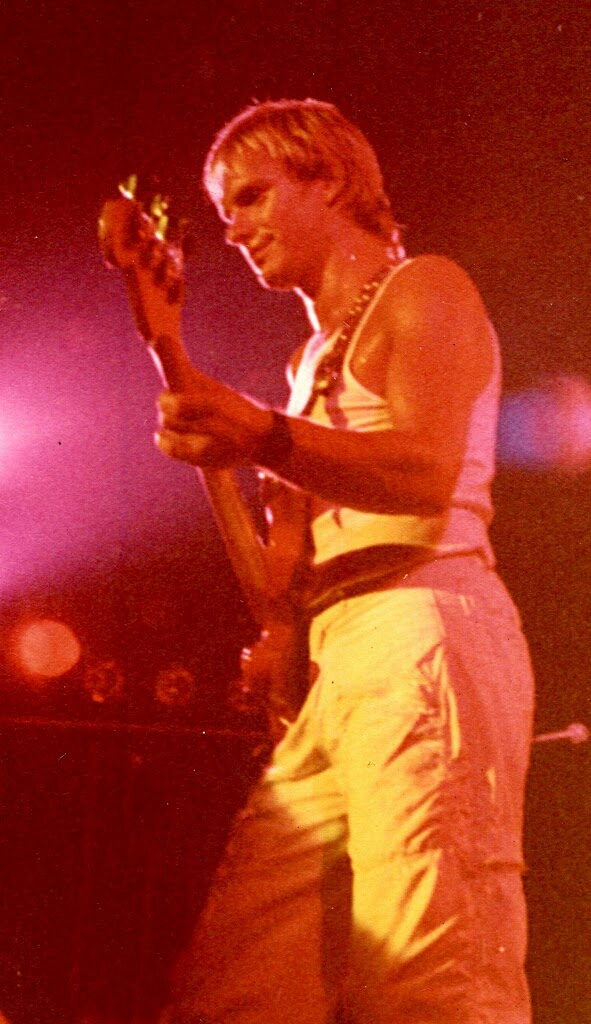
Sting (1980)

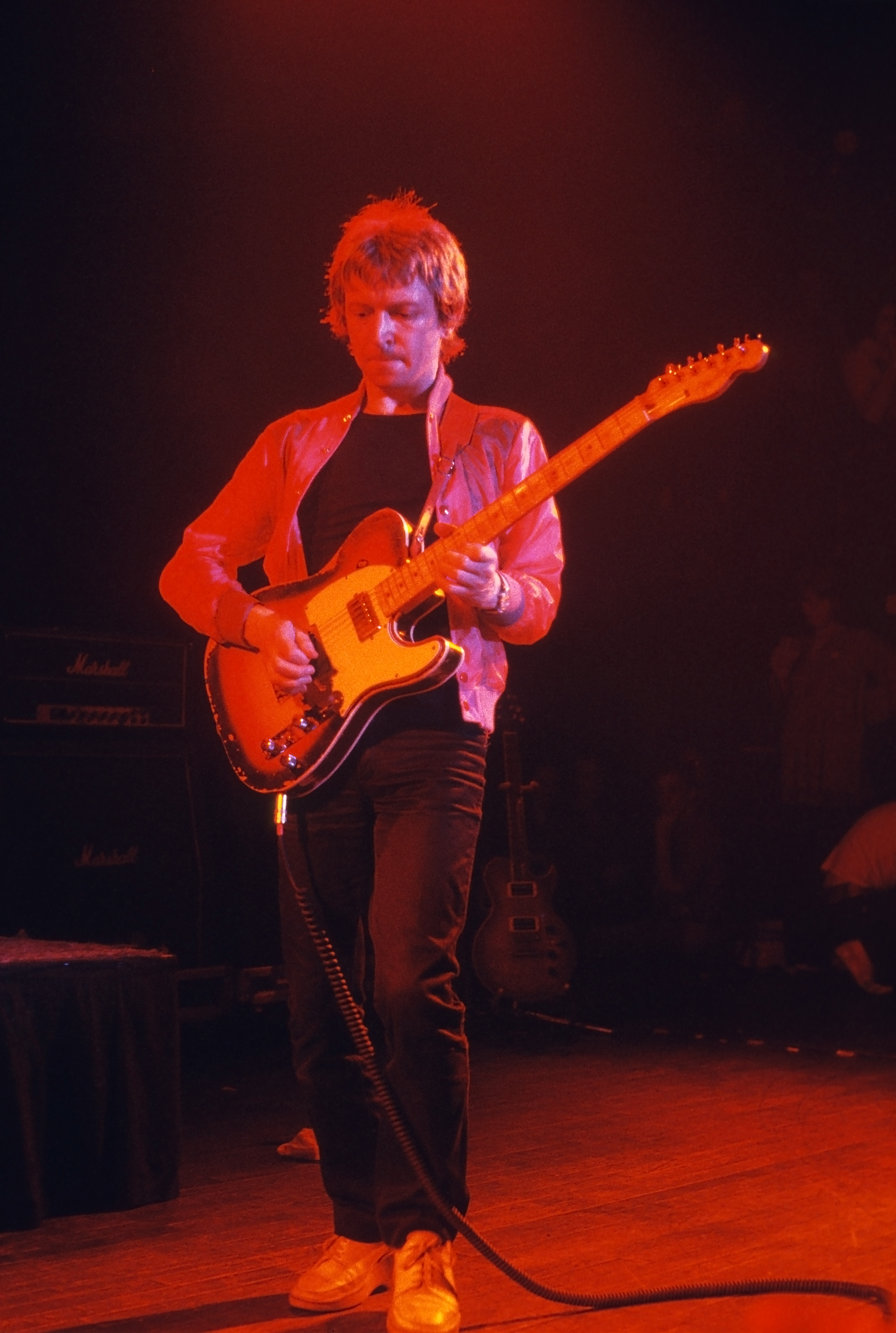
Andy Summers (1979)

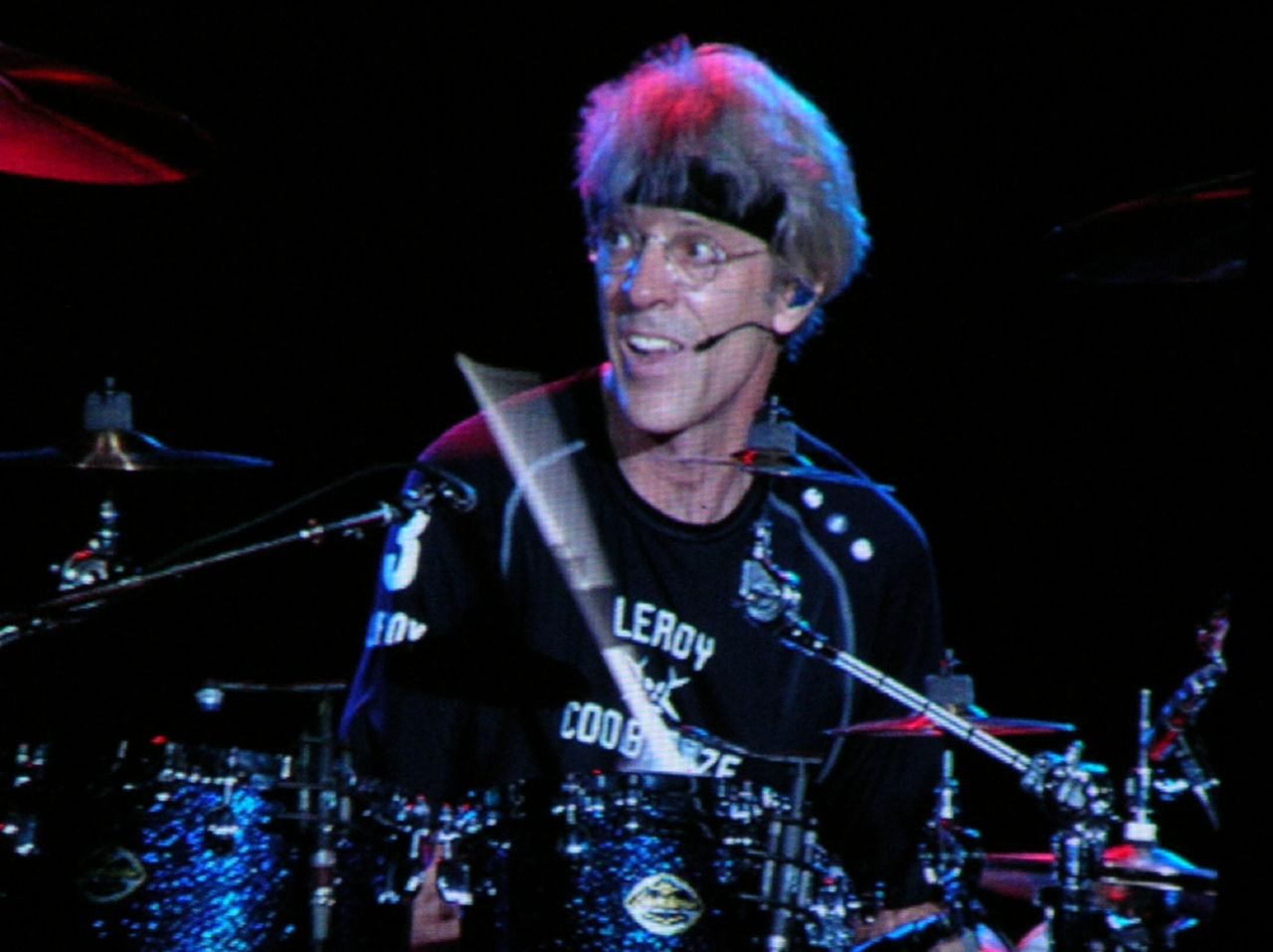
Stewart Copeland (2007)

Live! ist ein Livealbum von The Police, das 1995 erschien. Es ist das erste Live-Album der Band und deckt die Zeit ab, in der die Band aktiv war, da es neun Jahre nach ihrer offiziellen Auflösung veröffentlicht wurde.

## Inhalt
Laut Andy Summers geht die Idee, ein Album mit Live-Material von The Police zu veröffentlichen, bis ins Jahr 1982 zurück. Bis zu diesem Zeitpunkt gab es Live-Aufnahmen nur auf B-Seiten und Kompilationen. Der Plan war, ein Album der als Überbrückung zwischen Ghost in the Machine (1981) und Synchronicity (1983) herauszubringen. Die Platte wurde abgemischt und gemastert, aber nie veröffentlicht. Ähnliche Pläne gab es 1984 im Anschluss an die Synchronicity-Tournee der Band, aber das Projekt wurde erneut auf Eis gelegt, diesmal zugunsten des Greatest Hits-Albums Every Breath You Take: The Singles.
1995 kam die Idee auch aufgrund der nun länger möglichen Laufzeit des CD-Formats wieder in Schwung und Summers wurde gebeten, das Album zu produzieren. Das Album zeigt die Band in zwei unterschiedlichen Phasen ihrer Karriere. Disc eins enthält fast das komplette Konzert vom 27. November 1979 im Orpheum Theatre in Boston. Es enthält hauptsächlich Material von den ersten beiden Alben Outlandos d’Amour und Reggatta de Blanc, sowie Songs, die nur als Singles oder B-Seiten veröffentlicht wurden, wie Fall Out und Landlord. Disc zwei enthält Ausschnitte von zwei Konzerten am 2. und 3. November 1983 in Atlanta, im The Omni während der Synchronicity-Tournee. Bei dieser Gelegenheit wurde die Band von drei Backgroundsängern unterstützt. Beide Konzerte waren den Fans weithin bekannt, da sie seit vielen Jahren in Form von Bootlegs im Umlauf waren. Die Shows von 1983 waren auch auf der Videokassette des Synchronicity-Konzerts von 1984 und der DVD-Veröffentlichung von 2005 zu sehen, und eine Live-Version von Tea in the Sahara war 1984 als B-Seite von King of Pain veröffentlicht worden.
Live! trug dazu bei, die Popularität von The Police etwa ein Jahrzehnt nach ihrer Auflösung wiederzubeleben, zu einer Zeit, als alle drei Mitglieder erfolgreiche Solokarrieren hatten. Es hatte auch den Vorzug, die Live-Aktivitäten der Band und ihre Neigung zu zeigen, bekannte Songs wie Roxanne und Walking on the Moon zu erweitern. Eine bearbeitete Version von Can’t Stand Losing You aus dem Auftritt in Boston wurde als Single veröffentlicht und erreichte Platz 27 in den britischen Charts, das Album selbst erreichte Platz 25.

## Rezeption
Live! wurde gut aufgenommen. David Sinclair vom Q Magazine merkte an, dass das Album eine wichtige Dimension zum aufgenommenen Vermächtnis der Band hinzufügte, indem es eine Erinnerung daran bot, warum The Police eine der großartigsten Bands ihrer Zeit war. Paul Colbert vom Encore Magazine schrieb: „Es mag 10 Jahre gedauert haben, bis ein Live-Album zustande kam, aber diese beiden CDs waren das Warten wert, denn sie fangen zwei wesentliche Perioden und zwei unverzichtbare Sätze von Material ein“.
Andrew Abrahams hob den Unterschied zwischen den beiden Auftritten hervor und bemerkte, dass der Auftritt in Boston „eine hungrige Rockband auf dem Weg nach oben einfängt“, während der in Atlanta „vorhersehbarer ist und eine Supergruppe zeigt, die sich in Ruhm und kommerzieller Akzeptanz eingerichtet hat.“ In einem Interview mit dem Magazin Q im November 1993 schien Sting diesem Punkt zuzustimmen: „Ich erinnere mich an die kleinen Auftritte viel besser als an die Stadion-Shows. Ich kann mich ziemlich gut an jeden Abend der ersten Tournee erinnern: bei welchen Auftritten es knifflige Treppen mit der Ausrüstung zu überwinden gab; was in der Garderobe gesagt wurde; welche Zugaben wir machten. Aber ein Stadion sieht einfach wie ein Stadion aus“.

## Titelliste
Alle Songs wurden von Sting geschrieben, sofern nicht anders angegeben.

### Disc eins (1979 - Orpheum WBCN/Live in Boston)
| Nr. | Titel                                        | Komponist                      | Länge |
| --- | -------------------------------------------- | ------------------------------ | ----- |
| 1.  | „Next to You“                                |                                | 2:57  |
| 2.  | „So Lonely“                                  |                                | 7:32  |
| 3.  | „Truth Hits Everybody“                       |                                | 2:34  |
| 4.  | „Walking on the Moon“                        |                                | 4:59  |
| 5.  | „Hole in My Life“                            |                                | 4:08  |
| 6.  | „Fall Out“                                   | Stewart Copeland               | 2:46  |
| 7.  | „Bring On the Night“                         |                                | 5:16  |
| 8.  | „Message in a Bottle“                        |                                | 4:27  |
| 9.  | „The Bed’s Too Big Without You“              |                                | 8:53  |
| 10. | „Peanuts“                                    | Sting, Copeland                | 3:07  |
| 11. | „Roxanne“                                    |                                | 4:42  |
| 12. | „Can’t Stand Losing You“/„Reggatta de Blanc“ | Sting/Sting, Copeland, Summers | 7:54  |
| 13. | „Landlord“                                   | Sting, Copeland                | 2:27  |
| 14. | „Born in the 50s“                            |                                | 4:18  |
| 15. | „Be My Girl – Sally“                         | Sting, Summers                 |       |

### Disc zwei (1983 - Synchronicity Concert/Live in Atlanta)
| Nr. | Titel                                        | Komponist                      | Länge |
| --- | -------------------------------------------- | ------------------------------ | ----- |
| 1.  | „Synchronicity I“                            |                                | 2:52  |
| 2.  | „Synchronicity II“                           |                                | 4:44  |
| 3.  | „Walking in Your Footsteps“                  |                                | 4:54  |
| 4.  | „Message in a Bottle“                        |                                | 4:35  |
| 5.  | „O My God“                                   |                                | 3:36  |
| 6.  | „De Do Do Do, De Da Da Da“                   |                                | 4:32  |
| 7.  | „Wrapped Around Your Finger“                 |                                | 5:21  |
| 8.  | „Tea in the Sahara“                          |                                | 4:52  |
| 9.  | „Spirits in the Material World“              |                                | 2:57  |
| 10. | „King of Pain“                               |                                | 5:53  |
| 11. | „Don’t Stand So Close to Me“                 |                                | 3:36  |
| 12. | „Every Breath You Take“                      |                                | 4:37  |
| 13. | „Roxanne“                                    |                                | 6:10  |
| 14. | „Can’t Stand Losing You“/„Reggatta de Blanc“ | Sting/Sting, Copeland, Summers | 6:48  |
| 15. | „So Lonely“                                  |                                | 7:26  |

## Besetzung
The Police
- Sting – Gesang, Bass, Synthesizer, Oboe
- Andy Summers – Gitarre, Taurus Synthesizer, Gesang, Keyboards
- Stewart Copeland – Schlagzeug, Gesang, Percussion, Xylophon

Hintergrundgesang
- Michelle Cobb
- Dolette McDonald
- Tessa Niles